# Visconde da Charruada
Visconde da Charruada é um título nobiliárquico criado por D. Fernando II de Portugal, Regente durante a menoridade de D. Pedro V de Portugal, por Decreto de 25 de Janeiro de 1855, em favor de Francisco Jaime Quintella, filho secundogénito do famoso mecenas português, Joaquim Pedro Quintella, 1º Conde do Farrobo e 2. Barão de Quintella, e de D. Mariana Carlota Lodi Quintella, Condessa do Farrobo.
Francisco Jaime Quintella casou a 17 de Abril de 1854 com D. Maria Cristina Teixeira de Sampayo, filha dos viscondes de Cartaxo, sobrinha de Henrique Teixeira de Sampayo, 1º senhor de Sampaio, Barão de Teixeira e Conde da Póvoa, e por isto prima direita de D. Maria Luísa de Noronha Sampayo, marquesa do Faial e duquesa de Palmela pelo seu casamento com Domingos de Souza e Holstein-Beck. O visconde da Charruada foi moço-fidalgo com exercício na Casa Real e adido honorário da Legação e Alferes de Cavalaria.
Titulares
1. Francisco Jaime Quintella, 1.º Visconde da Charruada;
2. Luís Henrique Quintella, 2.º Visconde da Charruada.

Após a Implantação da República Portuguesa, e com o fim do sistema nobiliárquico, usou o título:
1. Francisco Xavier Vianna de Sampayo Quintella, 3.º Visconde da Charruada[8];
2. D. Maria José Luís de Assis Coelho Vianna de Sampayo Quintella, 4.ª Viscondessa da Charruada.
3. D. Maria do Rosário Quintella Vieira de Campos de Alvellos, 5.ª Viscondessa da Charruada.[9]